# Kantstraße 1 (Weimar)

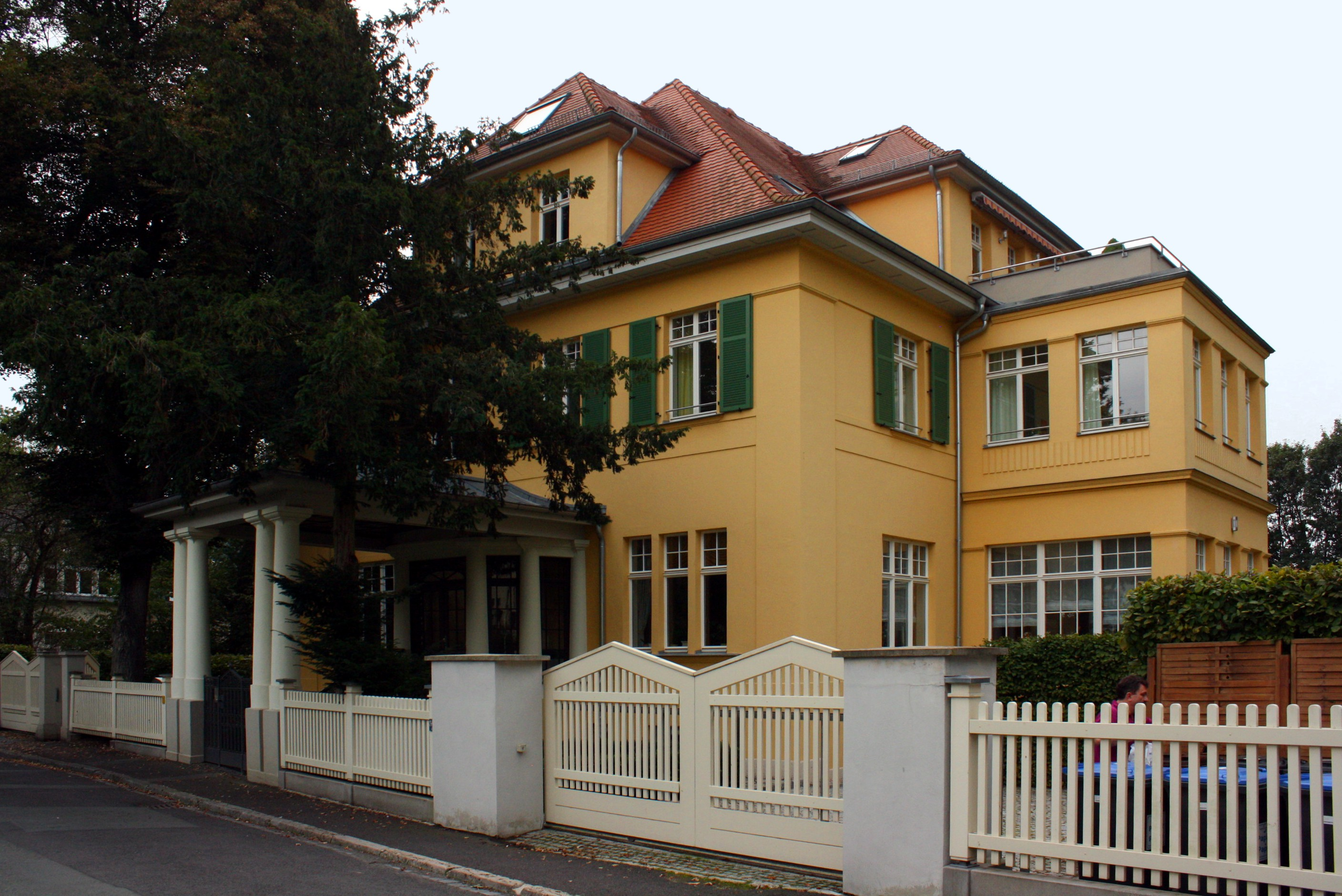
Kantstraße 1

Das Haus Kantstraße 1 in Weimar ist eine denkmalgeschützte Villa im Reformstil, westlich der Belvederer Allee nahe der Kreuzung von Kantstraße und Haeckelstraße.

## Geschichte
Bauträger des 1913/14 entstandenen Gebäudes war die Weimarische Villenbau- und Terraingesellschaft, in deren Auftrag sie der Architekt Bruno Röhr entwarf. Im Jahre 1938 wurde diese im Auftrag der Wilhelm-Gustloff-Stiftung um zwei Achsen nach Süden hin erweitert. Im Jahr 1942 richtete die Thüringer Zellwolle AG Schwarza im Keller des Hauses ein bakteriologisches Versuchslabor zur Entwicklung von Biosynthesen für die Kriegswirtschaft ein. Nach 1945 wurde das Gebäude von der Fachschule für Landwirtschaft und Finanzwirtschaft genutzt. Es herrschte lange Zeit Leerstand und damit Verfall, bevor 2005 das Gebäude saniert wurde.
Das Gebäude ist ein verputzter zweigeschossiger Ziegelbau im Keller- und Untergeschoss, in den Obergeschossen aus Holzfachwerk, der mit seiner Schmalseite zur Straße hin ausgerichtet ist. Der Hauseingang befindet sich an der Straßenseite. Das Gebäude besitzt ein Mansarddach und einen zweigeschossigen Risaliten mit Austritt. Das Obergeschoss besitzt Fensterläden. Die Dachgauben entstanden 1938 im Zuge der erwähnten Erweiterung des Baues. An Zierrat weist das Gebäude lediglich Lisenen und Putzbänder auf. Die Innenausstattung der Erbauungszeit ist weitgehend erhalten geblieben, außer die Bleiglasfenster im Treppenhaus der Firma W. Franke aus Naumburg, die in den 1990er Jahren entwendet wurden. Trotz Umbauten blieb die Grundrissstruktur der Erbauungszeit erkennbar. Östlich des Hauses steht ein Remisengebäude, das durch einen Torbogen mit dem Hauptgebäude verbunden ist.